# Distrikt San Martín
Der Distrikt San Martín liegt in der Provinz El Dorado in der Region San Martín in Nordzentral-Peru. Der Distrikt wurde am 6. April 1962 gegründet. Er besitzt eine Fläche von 61,9 km². Beim Zensus 2017 wurden 3094 Einwohner gezählt. Im Jahr 1993 lag die Einwohnerzahl bei 1653, im Jahr 2007 bei 2614. Sitz der Distriktverwaltung ist die 426 m hoch gelegene Kleinstadt San Martín Alao mit 3164 Einwohnern (Stand 2017). San Martín Alao befindet sich 12,5 km nordnordwestlich der Provinzhauptstadt San José de Sisa am Nordufer des Río Sisa unterhalb der Einmündung des Río Alao.

## Geographische Lage
Der Distrikt San Martín liegt in den östlichen Voranden im Norden der Provinz El Dorado. Er umfasst das obere Einzugsgebiet des Río Sisa, der den Distrikt in südöstlicher Richtung durchquert.
Der Distrikt San Martín grenzt im Südwesten an den Distrikt San José de Sisa, im Nordwesten an die Distrikte Soritor und Jepelacio (beide in der Provinz Moyobamba), im Nordosten an den Distrikt Alonso de Alvarado (Provinz Lamas), im Osten an den Distrikt Tabalosos (Provinz Lamas), im Südosten an den Distrikt Shatoja sowie im Süden an den Distrikt San José de Sisa.

## Ortschaften
Im Distrikt gibt es neben dem Hauptort folgende größere Ortschaften:
- Alto Perú
- Alto Roque (277 Einwohner)
- Buena Vista (271 Einwohner)
- Buenos Aires (278 Einwohner)
- Cashnahuasi (423 Einwohner)
- Constancia (202 Einwohner)
- El Porvenir (228 Einwohner)
- Flor de la Selva (272 Einwohner)
- Incaico (327 Einwohner)
- Monte de los Olivos (269 Einwohner)
- Monterrico del Alto Sisa (276 Einwohner)
- Nueva Esperanza (261 Einwohner)
- Nuevo Pucaipampa (509 Einwohner)
- Nuevo Pucacaca (691 Einwohner)
- Pebas (246 Einwohner)
- Requena (364 Einwohner)
- Sinami (422 Einwohner)
- Tierra Palestina (206 Einwohner)
- Tres Reyes Alto (236 Einwohner)